# El Astillero
El Astillero – gmina w Hiszpanii, w prowincji Kantabria, w Kantabrii, o powierzchni 6,83 km². W 2011 roku gmina liczyła 17 938 mieszkańców.